# Massegros Causses Gorges
Massegros Causses Gorges község Franciaország Okcitánia régiójában, Lozère megyében. Új községként 2017. január 1-jén jött létre öt korábbi község: Le Massegros, Le Recoux, Saint-Georges-de-Lévéjac, Saint-Rome-de-Dolan és Les Vignes egyesítésével.

## Népesség
| Lakosok száma | 960  | 1004 | 991  | 975  | 960  | 944  | 936  | 936  |
|               | 2015 | 2016 | 2017 | 2018 | 2019 | 2020 | 2021 | 2022 |